# Görögország az 1976. évi nyári olimpiai játékokon
Görögország a kanadai Montréalban megrendezett 1976. évi nyári olimpiai játékok egyik részt vevő nemzete volt. Az országot az olimpián 8 sportágban 36 sportoló képviselte, akik érmet nem szereztek.

## Atlétika
Férfi
| Versenyző                   | Versenyszám | Előfutam | Előfutam | Előfutam | Negyeddöntő | Negyeddöntő | Negyeddöntő | Elődöntő      | Elődöntő      | Elődöntő      | Döntő   | Döntő    |
| Versenyző                   | Versenyszám | Idő      | Hely.    | Össz.    | Idő         | Hely.       | Össz.       | Idő           | Hely.         | Össz.         | Idő     | Helyezés |
| --------------------------- | ----------- | -------- | -------- | -------- | ----------- | ----------- | ----------- | ------------- | ------------- | ------------- | ------- | -------- |
| Vaszíliosz Papajeorgópulosz | 100 m       | 10,82    | 6.       | 45.*     | kiesett     | kiesett     | kiesett     | kiesett       | kiesett       | kiesett       | kiesett | kiesett  |
| Szpíliosz Zaharópulosz      | 1500 m      | 3:45,12  | 8.       | 32.      |             |             |             | kiesett       | kiesett       | kiesett       | kiesett | kiesett  |
| Sztrátosz Vaszilíu          | 110 m gát   | 14,33    | 6.       | 20.      |             |             |             | kiesett       | kiesett       | kiesett       | kiesett | kiesett  |
| Jeórjiosz Parísz            | 400 m gát   | 51,91    | 3.       | 17.      |             |             |             | nem ért célba | nem ért célba | nem ért célba | kiesett | kiesett  |
| Sztávrosz Dziordzísz        | 400 m gát   | 50,42    | 1.       | 3.       |             |             |             | 50,30         | 6.            | 10.           | kiesett | kiesett  |
| Mihaíl Kúszisz              | Maraton     |          |          |          |             |             |             |               |               |               | 2:21:42 | 29.      |

| Versenyző                 | Versenyszám   | Selejtező | Selejtező | Döntő    | Döntő    |
| Versenyző                 | Versenyszám   | Eredmény  | Helyezés  | Eredmény | Helyezés |
| ------------------------- | ------------- | --------- | --------- | -------- | -------- |
| Dimítriosz Kitéasz        | Rúdugrás      | 500 cm    | 23.       | kiesett  | kiesett  |
| Panajótisz Hadzisztáthisz | Távolugrás    | 733 cm    | 27.       | kiesett  | kiesett  |
| Apósztolosz Kathiniótisz  | Hármasugrás   | 14,13 m   | 22.       | kiesett  | kiesett  |
| Kleánthisz Jerisziótisz   | Kalapácsvetés | 65,50 m   | 20.       | kiesett  | kiesett  |

Női
| Versenyző        | Versenyszám   | Selejtező                | Selejtező                | Döntő    | Döntő    |
| Versenyző        | Versenyszám   | Eredmény                 | Helyezés                 | Eredmény | Helyezés |
| ---------------- | ------------- | ------------------------ | ------------------------ | -------- | -------- |
| Marúla Lámbru    | Távolugrás    | 613 cm                   | 17.                      | kiesett  | kiesett  |
| Szofía Szakoráfa | Gerelyhajítás | érvényes kísérlet nélkül | érvényes kísérlet nélkül | kiesett  | kiesett  |

* - két másik versenyzővel azonos időt ért el

## Birkózás
Kötöttfogású
| Versenyző             | Versenyszám | 1. forduló                     | 2. forduló                       | 3. forduló                           | 4. forduló                        | 5. forduló        | 6. forduló        | 7. forduló        | Döntő             | Helyezés    |
| Versenyző             | Versenyszám | Ellenfél Eredmény              | Ellenfél Eredmény                | Ellenfél Eredmény                    | Ellenfél Eredmény                 | Ellenfél Eredmény | Ellenfél Eredmény | Ellenfél Eredmény | Ellenfél Eredmény | Helyezés    |
| --------------------- | ----------- | ------------------------------ | -------------------------------- | ------------------------------------ | --------------------------------- | ----------------- | ----------------- | ----------------- | ----------------- | ----------- |
| Harálambosz Holídisz  | 52 kg       | Rácz Lajos (HUN) · 9-13        | Bruce Thompson (USA) · kétvállas | kiesett                              | kiesett                           | kiesett           |                   |                   | kiesett           | helyezetlen |
| Sztéliosz Mijákisz    | 62 kg       | Mehmet Uysal (TUR) · 14-3      | Nelszon Davigyan (URS) · 2-15    | Lars Malmkvist (SWE) · kizárták      | Kazimierz Lipień (POL) · kizárták | kiesett           | kiesett           | kiesett           | kiesett           | 7.          |
| Pétrosz Galaktópulosz | 74 kg       | Brian Renken (CAN) · kétvállas | Klaus-Peter Göpfert (GDR) · 6-9  | Karl-Heinz Helbing (FRG) · kétvállas | kiesett                           | kiesett           |                   |                   | kiesett           | 8.          |

Szabadfogású
| Versenyző                | Versenyszám | 1. forduló                               | 2. forduló                       | 3. forduló                     | 4. forduló                  | 5. forduló                         | 6. forduló        | Döntő             | Helyezés |
| Versenyző                | Versenyszám | Ellenfél Eredmény                        | Ellenfél Eredmény                | Ellenfél Eredmény              | Ellenfél Eredmény           | Ellenfél Eredmény                  | Ellenfél Eredmény | Ellenfél Eredmény | Helyezés |
| ------------------------ | ----------- | ---------------------------------------- | -------------------------------- | ------------------------------ | --------------------------- | ---------------------------------- | ----------------- | ----------------- | -------- |
| Jeórjiosz Hadziioanídisz | 57 kg       | Csong Junok (Jeong Yun-Ok) (KOR) · 28-26 | Barry Oldridge (NZL) · kétvállas | Risto Darlev (YUG) · kétvállas | Ramezan Kheder (IRI) · 8-26 | Hans-Dieter Brüchert (GDR) · 11-22 | kiesett           | kiesett           | 7.       |

## Kerékpározás

### Országúti kerékpározás
Férfi
| Versenyző       | Versenyszám   | Idő           | Helyezés      |
| --------------- | ------------- | ------------- | ------------- |
| Mihaíl Kúndrasz | Mezőnyverseny | nem ért célba | nem ért célba |

### Pálya-kerékpározás
Sprintverseny
| Versenyző       | Versenyszám  | 1. forduló                  | 1. forduló | Vigaszág                   | Vigaszág | Nyolcaddöntő           | Nyolcaddöntő | Vigaszág selejtező     | Vigaszág selejtező | Vigaszág döntő       | Vigaszág döntő | Negyeddöntő          | 5–8. helyért           | 5–8. helyért | Elődöntő             | Döntő                | Helyezés    |
| Versenyző       | Versenyszám  | Ellenfél Győztes idő        | Hely.      | Ellenfél Győztes idő       | Hely.    | Ellenfelek Győztes idő | Hely.        | Ellenfelek Győztes idő | Hely.              | Ellenfél Győztes idő | Hely.          | Ellenfél Győztes idő | Ellenfelek Győztes idő | Hely.        | Ellenfél Győztes idő | Ellenfél Győztes idő | Helyezés    |
| --------------- | ------------ | --------------------------- | ---------- | -------------------------- | -------- | ---------------------- | ------------ | ---------------------- | ------------------ | -------------------- | -------------- | -------------------- | ---------------------- | ------------ | -------------------- | -------------------- | ----------- |
| Mihaíl Kúndrasz | Férfi egyéni | Giorgio Rossi (ITA) · 11,36 | 2.         | Dimo Angelov (BUL) · 11,50 | 2.       | kiesett                | kiesett      | kiesett                | kiesett            | kiesett              | kiesett        | kiesett              | kiesett                | kiesett      | kiesett              | kiesett              | helyezetlen |

Időfutam
| Versenyző       | Versenyszám  | Idő      | Helyezés |
| --------------- | ------------ | -------- | -------- |
| Mihaíl Kúndrasz | Férfi egyéni | 1:11,435 | 21.      |

## Ökölvívás
| Versenyző              | Versenyszám | Selejtező                                     | 32-es főtábla                         | Nyolcaddöntő             | Negyeddöntő       | Elődöntő          | Döntő             | Helyezés |
| Versenyző              | Versenyszám | Ellenfél Eredmény                             | Ellenfél Eredmény                     | Ellenfél Eredmény        | Ellenfél Eredmény | Ellenfél Eredmény | Ellenfél Eredmény | Helyezés |
| ---------------------- | ----------- | --------------------------------------------- | ------------------------------------- | ------------------------ | ----------------- | ----------------- | ----------------- | -------- |
| Athanásziosz Huliárasz | Harmatsúly  | Hvang Csholszun (Hwang Cheol-Sun) (KOR) · 0-5 | kiesett                               | kiesett                  | kiesett           | kiesett           | kiesett           | 25.      |
| Jeórjiosz Agrimanákisz | Könnyűsúly  | erőnyerő                                      | Bechir Jilassi (TUN) · nem vett részt | Botos András (HUN) · 1-4 | kiesett           | kiesett           | kiesett           | 9.       |
| Athanásziosz Iliádisz  | Váltósúly   | Omar Shima (LBA) · nem vett részt             | Jochen Bachfeld (GDR) · 0-5           | kiesett                  | kiesett           | kiesett           | kiesett           | 17.      |

## Sportlövészet
Nyílt
| Versenyző             | Versenyszám       | Pont | Helyezés |
| --------------------- | ----------------- | ---- | -------- |
| Lámbisz Mánthosz      | Sportpuska, fekvő | 586  | 41.      |
| Joánisz Szkarafíngasz | Sportpuska, fekvő | 585  | 47.      |
| Pávlosz Kanelákisz    | Skeet             | 190  | 26.      |
| Panajótisz Xanthákosz | Skeet             | 187  | 41.      |

## Súlyemelés
| Versenyző                   | Versenyszám | Szakítás | Szakítás | Lökés                    | Lökés                    | Összesen | Helyezés |
| Versenyző                   | Versenyszám | Eredmény | Helyezés | Eredmény                 | Helyezés                 | Összesen | Helyezés |
| --------------------------- | ----------- | -------- | -------- | ------------------------ | ------------------------ | -------- | -------- |
| Joánisz Athanasziádisz      | 52 kg       | 87,5     | 16.      | 110,0                    | 13.                      | 197,5    | 14.      |
| Elefthériosz Sztefanudákisz | 67,5 kg     | 120,0    | 14.*     | érvényes kísérlet nélkül | érvényes kísérlet nélkül | kiesett  | kiesett  |
| Níkosz Iliádisz             | 82,5 kg     | 150,0    | 5.       | 190,0                    | 3.                       | 340,0    | 4.       |
| Hrísztosz Jakóvu            | 90 kg       | 155,0    | 5.       | érvényes kísérlet nélkül | érvényes kísérlet nélkül | kiesett  | kiesett  |

* - egy másik versenyzővel azonos eredményt ért el

## Úszás
Férfi
| Versenyző                 | Versenyszám    | Előfutam | Előfutam | Előfutam | Elődöntő | Elődöntő | Elődöntő | Döntő   | Döntő    |
| Versenyző                 | Versenyszám    | Idő      | Hely.    | Össz.    | Idő      | Hely.    | Össz.    | Idő     | Helyezés |
| ------------------------- | -------------- | -------- | -------- | -------- | -------- | -------- | -------- | ------- | -------- |
| Jeórjiosz Karpúzisz       | 200 m gyors    | 1:59,25  | 4.       | 36.      |          |          |          | kiesett | kiesett  |
| Jeórjiosz Karpúzisz       | 400 m gyors    | 4:12,41  | 5.       | 37.      |          |          |          | kiesett | kiesett  |
| Jeórjiosz Karpúzisz       | 1500 m gyors   | 16:53,92 | 6.       | 26.      |          |          |          | kiesett | kiesett  |
| Konsztandínosz Koszkinász | 100 m pillangó | 1:00,20  | 7.       | 37.      | kiesett  | kiesett  | kiesett  | kiesett | kiesett  |

## Vitorlázás
Nyílt
| Versenyző                                                          | Versenyszám    | Futam | Futam | Futam  | Futam | Futam  | Futam | Futam | Pontszám | Helyezés |
| Versenyző                                                          | Versenyszám    | 1     | 2     | 3      | 4     | 5      | 6     | 7     | Pontszám | Helyezés |
| ------------------------------------------------------------------ | -------------- | ----- | ----- | ------ | ----- | ------ | ----- | ----- | -------- | -------- |
| Anasztásziosz Bundúrisz                                            | Finn dingi     | 19,0  | 14,0  | 15,0   | 8,0   | (27,0) | 13,0  | 8,0   | 77,0     | 6.       |
| Andóniosz Bónasz Dimítriosz Jerondárisz                            | 470-es osztály | 30,0  | 26,0  | (34,0) | 31,0  | 33,0   | 27,0  | 28,0  | 175,0    | 27.      |
| Jeórjiosz Andreádisz Konsztandínosz Limberákisz Jeórjiosz Perákisz | Soling         | 24,0  | 18,0  | (25,0) | 18,0  | 11,7   | 23,0  | 14,0  | 108,7    | 14.      |